# PokerStars Caribbean Adventure
Het PokerStars Caribbean Adventure of PokerStars Caribbean Poker Adventure is een jaarlijks door verschillende televisiezenders uitgezonden serie pokertoernooien. De eerste editie werd gehouden in 2004 en maakte deel uit van de World Poker Tour (WPT). De winnaar van het hoofdtoernooi van de PokerStars Caribbean Adventure won daarmee behalve prijzengeld ook een officiële WPT-titel. Het evenement verhuisde in 2008 naar de European Poker Tour (EPT) en was in januari 2010 de eerste halte van de North American Poker Tour (NAPT).
De eerste editie van het PokerStars Caribbean Adventure werd in 2004 gehouden op een Voyager of the Seas-cruiseschip van Royal Caribbean International. Dit werd gezamenlijk gesponsord door de World Poker Tour en de online pokerwebsite PokerStars. Met ingang van 2005 verhuisde het evenement naar het Atlantis Casino and Resort op Atlantis Paradise Island.

## Winnaar hoofdtoernooi

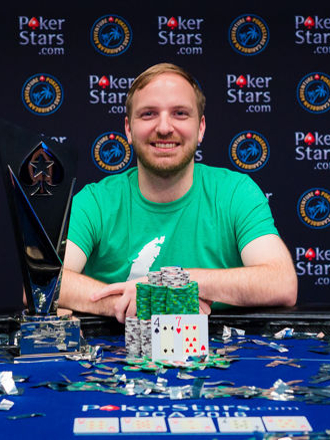
Mike Watson, winnaar van het Main Event in 2016

| Jaar | Winnaar              | Prijs        |
| ---- | -------------------- | ------------ |
| 2004 | Gus Hansen           | $455.780,-   |
| 2005 | John Gale            | $890.600,-   |
| 2006 | Steve Paul-Ambrose   | $1.388.600,- |
| 2007 | Ryan Daut            | $1.535.255,- |
| 2008 | Bertrand Grospellier | $2.000.000,- |
| 2009 | Poorya Nazari        | $3.000.000,- |
| 2010 | Harrison Gimbel      | $2.200.000,- |
| 2011 | Galen Hall           | $2.300.000,- |
| 2012 | John Dibella         | $1.775.000,- |
| 2013 | Dimitar Danchev      | $1.859.000,- |
| 2014 | Dominik Pańka        | $1.423.096,- |
| 2015 | Kevin Schulz         | $1.491.580   |
| 2016 | Mike Watson          | $728.325     |
| 2017 | Christian Harder     | $429.664     |
| 2018 | Maria Lampropulos    | $1.081.100   |
| 2019 | David Rheem          | $1.567.100   |
| 2023 | Michel Dattani       | $1.183.037   |